# Калашник Павло Іванович

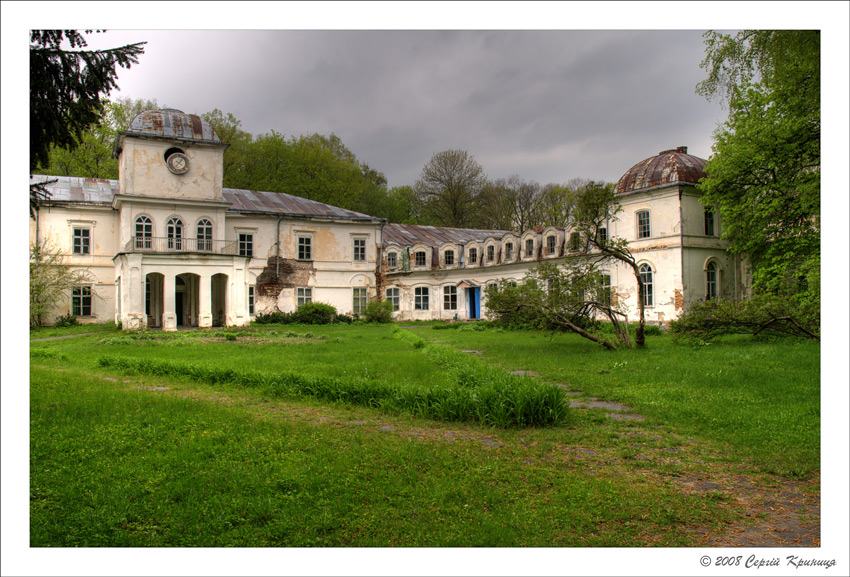
Хомутець. Родинна садиба Муравйових-Апостолів.

Калашник Павло Іванович (в ЕСУ Калашник Павло Григорович; нар. 3 березня 1847, с. Хомутець, тепер Полтавської області — пом. 26 липня 1909, там само) — український гончар.

## Життєпис
Походив з родини гончарів.
Автор дзбанків, куманців, свічників, ваз (ваза з 4-ма рельєфними портретами Миколи Гоголя, виготовлена до 50-річчя з дня смерті письменника, 1901), вкритих рудою або синьою поливою і рясно прикрашених ліпним орнаментом. Створював традиційний народний посуд для напоїв у вигляді «левів», «баранів», застосовуючи гравірування, свинцеве випалювання й кобальт.
Брав участь у Всеросійських виставках:
- промислово-художня виставка (Москва, 1882),
- сільськогосподарська виставка у Харкові (Харків, 1887; обидві — бронзова медаль),
- кустарно-промислова виставка (Санкт-Петербург, 1902).

Твори зберігаються в музеях Миргорода, Харкова, Полтави, Києва.